# Cole Aldrich
Cole David Aldrich (* 31. Oktober 1988) ist ein ehemaliger US-amerikanischer Basketballprofi, der acht Jahre in der NBA spielte. Er bestritt 350 Spiele in der nordamerikanischen Liga.

## Karriere
Aldrich besuchte zunächst die Bloomington Jefferson High School im US-Bundesstaat Minnesota. Im April 2006 nahm er mit der US-Auswahl am Albert-Schweitzer-Turnier in Deutschland teil und wurde mit der Mannschaft Siebter. 2007 wechselte er an die University of Kansas und spielte bis 2010 für die Hochschulmannschaft. In 111 Einsätzen kam er auf Mittelwerte von 9,4 Punkte, 7,7 Rebounds und 2,3 Blocks. Aldrich gewann mit Kansas 2008 den NCAA-Meistertitel und im Laufe von drei Jahren jedes seiner 55 Heimspiele. Im Februar 2018 wurde die Rückennummer 45, die er bei der Hochschulmannschaft trug, von der Kansas University als Ehrung von Aldrichs Leistungen gesperrt und wird seitdem dort nicht mehr vergeben.

### Oklahoma City Thunder
Bei der NBA-Draft 2010 wurde Aldrich an elfter Stelle von den New Orleans Hornets ausgewählt, wenig später jedoch zu den Oklahoma City Thunder transferiert. In seiner ersten Saison spielte Aldrich auch öfters für die Tulsa 66ers in der NBA D-League. In zwei Jahren kam er auf 44 Einsätze für die Thunder, die 2012 die NBA Finals erreichten, sich dort allerdings in 5 Spielen den Miami Heat geschlagen geben mussten.

### Houston Rockets
Im Oktober 2012, kurz vor Beginn der Saison 2012/13, wurde Aldrich mit James Harden, Daequan Cook und Lazar Hayward im Tausch gegen Kevin Martin und Jeremy Lamb an die Houston Rockets abgegeben.

### Sacramento Kings
Nach vier Monaten in Houston war er wieder Gegenstand eines Tauschhandels: Zusammen mit Toney Douglas und Patrick Patterson wurde er den Sacramento Kings überlassen, die im Gegenzug Thomas Robinson, Francisco García und Tyler Honeycutt erhielten.

### New York Knicks
Zur Saison 2013/14 unterschrieb Aldrich als Free Agent einen Vertrag bei den New York Knicks. Für die Knicks spielte er zwei Jahre. Die Saison 2014/15 wurde die beste seiner NBA-Zeit: Mit 16 Minuten je Begegnung erhielt Aldrich den Höchstwert seiner Einsatzzeit in der NBA, er erzielte im Schnitt 5,5 Punkte, 5,5 Rebounds und 1,1 Blocks pro Spiel.

### Los Angeles Clippers und Minnesota Timberwolves
Im Sommer 2015 wechselte Aldrich zu den Los Angeles Clippers, wo er als Ersatzmann von DeAndre Jordan zum Einsatz kam und 5,5 Punkte und 4,8 Rebounds pro Spiel erzielte. Er unterschrieb im Sommer 2016 bei den Minnesota Timberwolves einen Dreijahresvertrag. Aldrich spielte jedoch nur zwei Jahren in Minnesota, wo er wenig Einsatzzeit erhielt und wurde im Sommer 2018 entlassen. Danach versuchte Aldrich, bei den Atlanta Hawks einen Kaderplatz für die neue Saison zu erspielen, jedoch wurde er kurz vor dem Start in die Saison 2018/19 entlassen.

### China
Wenige Tage nach seiner Entlassung unterschrieb Aldrich in China bei den Tianjin Golden Lions, wo er in 18 Spielen auf 18,9 Punkte und 13,7 Rebounds kam.